# 日輪の翼
『日輪の翼』（にちりんのつばさ）は1984年に出版された日本の小説家・中上健次による長編小説である。文芸誌「新潮」に1984年に二回に分けて掲載されたのち、新潮社より単行本が刊行された。1992年に文春文庫として文庫版が刊行された。現在は、2012年に河出文庫より文庫版が刊行されている。
- 単行本の帯には以下の惹句が記されていた。

「中上健次の愉快な新生面　遊牧と縄文の生命輝く人間の解放と解脱の時！」
- 本作の続編として『讃歌』（1990年 文藝春秋）が書かれている。『讃歌』においては、ツヨシと田中さんは東京・新宿でジゴロになっており、イーブとターという源氏名がつけられている。
- 中上の生前、俳優原田芳雄との間で本作の映画化の話が進行しており、中上は脚本を執筆している。その脚本は集英社版「中上健次全集8」収録されている。[1]
- 1999年、NHKが本作を原作としたハイビジョンドラマ『日輪の翼』（脚本:田中晶子　演出:吉村芳之　主演:本木雅弘）を放映している。[2]
- ヨコハマトリエンナーレ2014において美術作家やなぎみわ制作の『日輪の翼』上演用の台湾製移動舞台車の展示・パフォーマンスが行われた。その移動舞台車をステージにしたやなぎみわ演出による『日輪の翼』野外劇公演が2016年以降、全国各地でおこなわれている。[3]

## あらすじ
和歌山県・新宮の土地の再開発によって「路地」が消滅してしまう。ツヨシ、田中さんら四人のの若衆は、居住地を失った信心深い七人のオバたちを、改造した大型冷凍トレーラーの荷台にのせて、伊勢神宮を皮切りにした聖地巡礼の旅に出る。道中、ツヨシ、田中さんは一宮で出会った売春婦タエコ、雄琴のトルコ嬢で四つの乳房をもつララと享楽的な性にふける。一行は遂に終着地の東京の皇居にたどり着くがそこでオバらは忽然と姿を消す。

## 逸話
執筆当時、中上は多忙なスケジュールをこなしており、雑誌掲載の原稿の完成を確実にするため、編集者との合宿形式で執筆が行われた。二度の合宿の一回は八ヶ岳の柄谷行人の別荘で行われたという。